# توم هيوز (سياسي أمريكي)
توم هيوز (بالإنجليزية: Tom Hughes)‏ هو سياسي أمريكي، ولد في 1943 في هيلسبورو في الولايات المتحدة.